# Karbolinej
Karbolinej (iz latinsko carbo – premog in oleum – olje) je oljnata, temno rjava, vnetljiva tekočina iz sestavin premogovega katrana, zaradi česar ima tudi vonj  po katranu. Vrelišče je nad 280 °C. Med drugim vsebuje antracen in fenol. Hlapi so težji od zraka in skupaj z zrakom tvorijo eksplozivne zmesi. Karbolinej ima v stiku s kožo močne dražilne učinke, pri dolgotrajnem izpostavljanju pa povzroča raka. Hlapi imajo dražilne učinke za dihala.

## Uporaba
Zaradi zaščite pred trohnenjem in razkuževanja se je karbolinej vrsto let uporabljal za premazovanje in impregniranje lesenih konstrukcij, na primer železniških pragov, telefonskih drogov, brunaric in podobno. V zadnjem času je njegova uporaba postala omejena ali celo prepovedana iz naravovarstvenih vzrokov.